# 日本の補助貨幣
日本の補助貨幣（にほんのほじょかへい）とは、新貨条例（太政官布告第267号）、貨幣法（明治30年法律第16号）および臨時通貨法（昭和13年法律第86号）の下、日本で鋳造され発行、流通した補助貨幣すなわち補助銀貨、補助銅貨、補助白銅貨、補助青銅貨、補助ニッケル貨、および臨時補助貨幣の総称である。これらは、金貨すなわち本位貨幣に対する補助貨幣として発行されたものである。
本来、日本の補助貨幣単位は「錢（銭）」および「厘」であったが、戦後の激しいインフレーションに伴い、昭和23年（1948年）から五円および一円と円単位の臨時補助貨幣が発行されるに至り、補助貨幣の定義に対する認識が曖昧となっていた。昭和63年（1988年）4月に施行された通貨の単位及び貨幣の発行等に関する法律により日本の補助貨幣の歴史は幕を閉じ、現在日本において造幣局が製造し政府が発行する硬貨は全て「貨幣」と称する。
本項では、主に戦前の日本における新貨条例および貨幣法に基づいて造幣局で製造、発行され流通を目的とした補助貨幣を解説する。これらの内、補助銀貨については「日本の銀貨」を、1938年（昭和13年）6月の臨時通貨法施行後の貨幣については「臨時補助貨幣」を参照すること。戦後の日本の現行貨幣については「日本の硬貨」を、また現行記念貨幣については「記念貨幣」の項目を参照されたい。

## 歴史的経緯
新貨条例施行に伴い、明治3年（1870年）に金貨および銀貨の製造が開始されたが、当時銅貨製造所は完成していなかったため、制定当初の銅貨（一銭、半銭および一厘）は試作のみで発行されなかった。金銀貨の製造に遅れること3年、明治6年（1873年）暮れに造幣局に銅貨製造所が完成し、新しく制定された二銭、デザインが変更された一銭、半銭および一厘銅貨の製造が始まった。二銭から半銭銅貨までは金貨および銀貨と同様に量目（質量）が額面と比例関係となった。補助銅貨の通用制限額は金種の混用に拘りなく一回の取引につき最高額で一圓（円）とされた。龍図のデザインについては、金貨・銀貨の阿龍に対して、銅貨には吽龍が採用された。一厘銅貨だけは小さすぎて龍図を描くことが困難だったことから、他の銅貨の龍図に当たる場所は菊紋となった。
二銭銅貨はサイズが過大であり、逆に一厘銅貨は過小なものであったため流通不便貨幣としての扱いを受け明治17年（1884年）をもって製造停止となった。また五銭銀貨もサイズ過小から明治13年（1880年）をもって製造停止となり流通不便貨幣としての扱いを受けていたため、明治22年（1889年）、代わりに五銭白銅貨が発行されることとなった。この菊五銭白銅貨は繊細な明治貨幣の中にあって、シンプルで斬新なデザインが大いに受けたというが、偽造貨幣の対象ともなったため、明治30年（1897年）に貨幣法により稲穂の図柄に改正された（このとき同法により一銭青銅貨および五厘青銅貨も以前の一銭銅貨および半銭銅貨と同様のデザインで制定されたが、試作すら行われなかった）。明治31年（1898年）には同じ稲穂の図柄の一銭青銅貨が発行され（このとき五厘青銅貨も制定はされたが、見本貨幣のみの製造で、流通用としては製造されていない）、これは銅貨と直径、量目伴に同一のものであった。この一銭青銅貨では龍図が外され旭日のデザインに変更されているが、これは龍を尊ぶのは当時の敵国の清国の思想であるという意見が高まったためである。白銅貨の通用制限額は当初、一圓であった。
一厘貨幣としては寛永通寳銅一文銭が依然その役割を果たしていた。また、寛永通寳真鍮四文銭は二厘、文久永寳銅四文銭は一厘半、天保通寳當百銭は八厘（明治4年太政官布告第658号）、寛永通寳鉄一文銭は16枚で一厘、および寛永通寳鉄四文銭は8枚で一厘として通用した（明治5年太政官布告第283号）。このうち寛永通寳鉄一文銭および鉄四文銭は明治6年（1873年）12月25日（正式には1897年（明治30年）の貨幣法施行時に廃止）に、天保通寳は明治24年（1891年）末をもって通用停止となった。鉄銭の通用制限額は五十銭、銅銭は一圓と定められた。
大正5年（1916年）、一銭および五厘の青銅貨が小型化され発行された。続いて大正6年（1917年）、五銭白銅貨は造幣局始まって以来の有孔貨幣となった。さらに銀価格の高騰から大正9年（1920年）に十銭も白銅貨となり、バランスをとるため五銭は小型化された。大正9年（1920年）から白銅貨の通用制限額が五圓に引き上げられた。
昭和恐慌後世界情勢は悪化し、昭和6年（1931年）の満州事変をきっかけに日本は戦時体制へ突き進むこととなり、昭和8年（1933年）に軍事物資として必需品であるニッケルの備蓄を兼ねた十銭および五銭ニッケル貨が発行された。これ以降、貨幣のデザインは戦時色の強いものとなっていった。ニッケル貨の通用制限額は五圓であった。
これらの銭、厘単位の補助貨幣、および寛永通寳銅一文銭、寛永通寳真鍮四文銭、文久永寳は昭和28年（1953年）末をもって「小額通貨の整理及び支払金の端数計算に関する法律」により廃貨措置がとられ、貨幣としての役割を終えた。
現在これらの日本の金貨・銀貨以外の各補助貨幣（白銅貨・ニッケル貨・銅貨・青銅貨）については、多くは金属価値も希少価値もほとんどないため、古銭商による販売の際にはそれなりの値段で販売されることはあっても、古銭商による買取の際には買取拒否されるか、あるいは大量にまとめての安い値段での買取となることが多い。ただし業者によっては、新貨条例による各銅貨や稲一銭青銅貨、菊・稲・大型五銭白銅貨などは、個別の値段で買い取られることもある。

## 補助銀貨
以下の補助貨幣は「小額通貨の整理及び支払金の端数計算に関する法律」により昭和28年（1953年）末限りで廃止された。
- 明治4年（1871年）には50銭、20銭、10銭、および5銭の補助銀貨が制定された。
- 明治5年（1872年）には5銭の補助銀貨が改正された。
- 明治5年（1873年）には50銭、20銭、10銭、および5銭の補助銀貨が改正された。ただし20銭、10銭、および5銭は発行されず。
- 明治6年（1874年）には50銭、20銭、10銭、および5銭の補助銀貨が改正された。
- 明治30年（1897年）には50銭、20銭、および10銭の補助銀貨が制定された。
- 明治39年（1906年）には50銭、20銭、および10銭の補助銀貨が改正された。
- 明治40年（1907年）には10銭の補助銀貨が改正された。
- 大正7年（1918年）には50銭、20銭、および10銭の補助銀貨が改正された。ただし20銭は発行されず。
- 大正11年（1922年）には50銭、および20銭の補助銀貨が改正された。ただし20銭は発行されず。

## 明治6年制定の銅貨

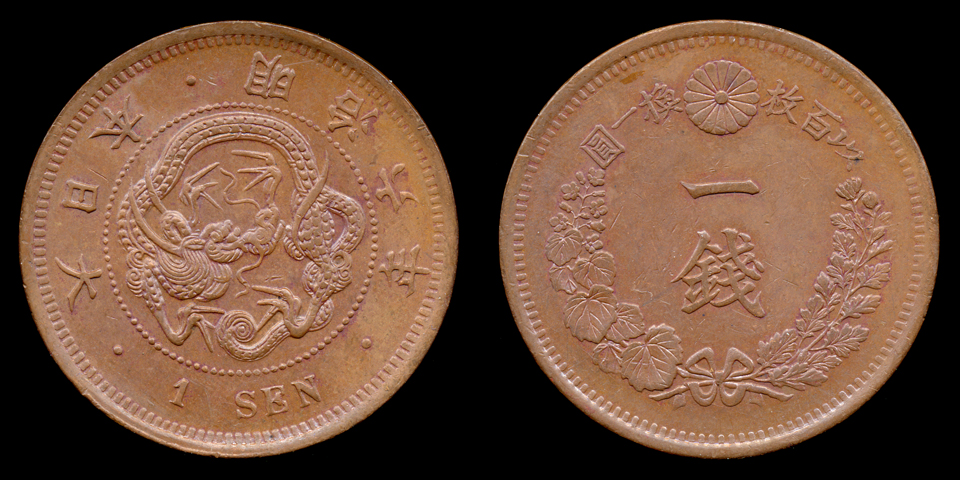
1銭銅貨幣（龍）

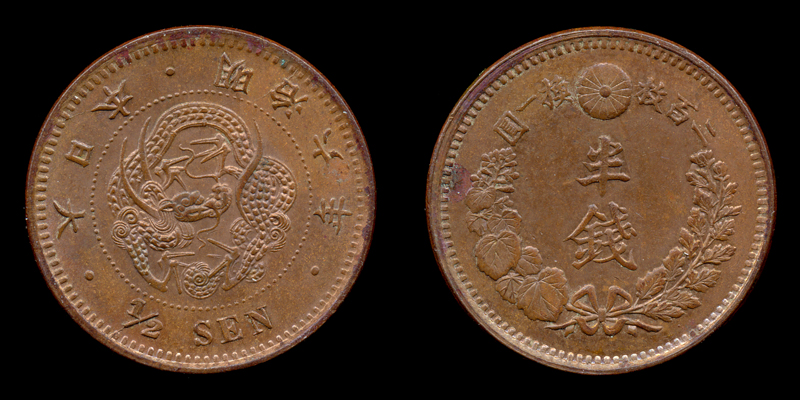
半銭銅貨幣（龍）

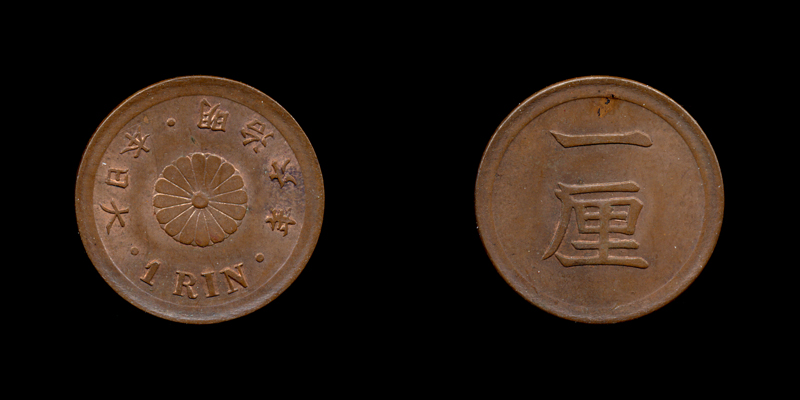
1厘銅貨幣

新貨条例の一部改正により発行。量目はヤード・ポンド法準拠であった。
以下の補助貨幣は「小額通貨の整理及び支払金の端数計算に関する法律」により昭和28年（1953年）末限りで廃止された。

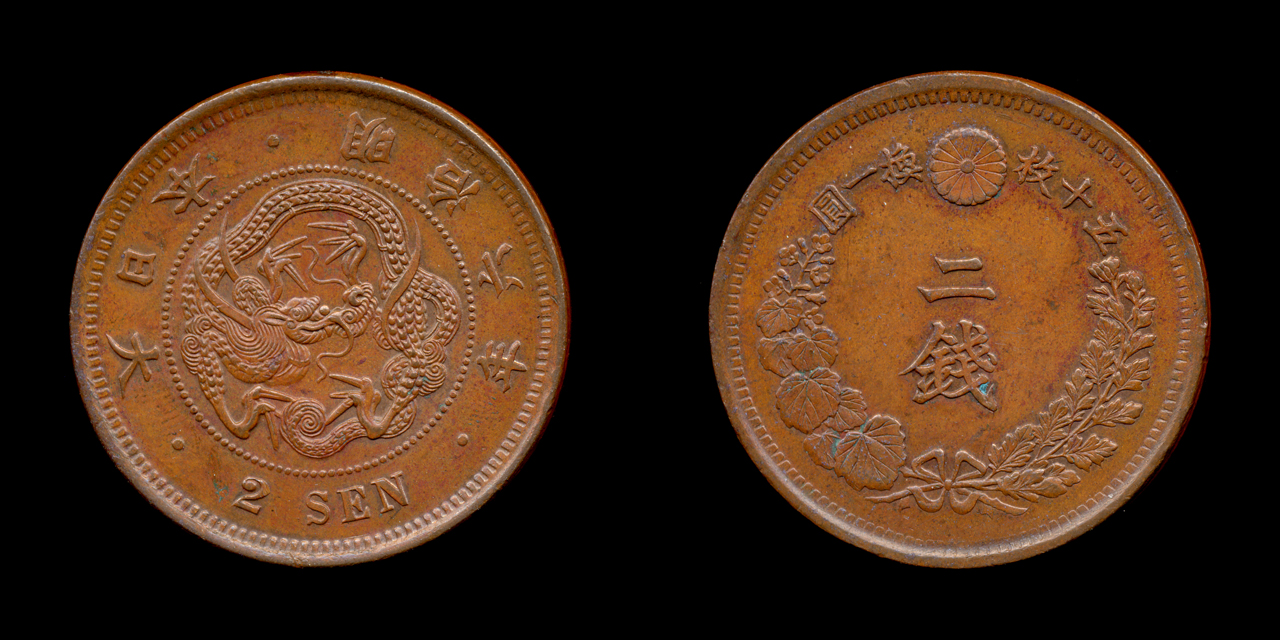
2銭銅貨幣（龍）

品位 銅980 スズ10 亜鉛10、量目14.256グラム（220ゲレイン）、直径31.818ミリ
図柄 〈表面〉龍 〈裏面〉菊花紋章、菊枝と桐枝
年銘：明治6年〜17年(1873〜1884年)
（製造期間：明治7年〜17年9月11日）
製造枚数　  275,702,712枚
供試貨幣　  50枚
発行枚数　  275,702,662枚
1銭銅貨幣（龍）

品位 銅980 スズ10 亜鉛10、量目7.128グラム（110ゲレイン）、直径27.878ミリ
図柄 〈表面〉龍 〈裏面〉菊花紋章、菊枝と桐枝
年銘：明治6年〜21年(1873〜1888年)
（製造期間：明治6年〜21年5月）
製造枚数　  488,174,499枚
供試貨幣　  350枚
発行枚数　  488,174,149枚
半銭銅貨幣（龍）

品位 銅980 スズ10 亜鉛10、量目3.564グラム（55ゲレイン）、直径21.818ミリ（22.12ミリ）
図柄 〈表面〉龍 〈裏面〉菊花紋章、菊枝と桐枝
年銘：明治6年〜21年(1873〜1888年)
（製造期間：明治7年〜21年5月）
製造枚数　  395,553,152枚
供試貨幣　  200枚
発行枚数　  395,552,952枚
1厘銅貨幣

品位 銅980 スズ10 亜鉛10、量目0.907グラム（14ゲレイン）、直径15.757ミリ
図柄 〈表面〉菊花紋章
年銘：明治6年〜17年(1873〜1884年)
（製造期間：明治7年〜17年11月）
製造枚数　  44,491,750枚
供試貨幣　  200枚
発行枚数　  44,491,550枚

## 明治21年制定の白銅貨
以下の補助貨幣は「小額通貨の整理及び支払金の端数計算に関する法律」により昭和28年（1953年）末限りで廃止された。

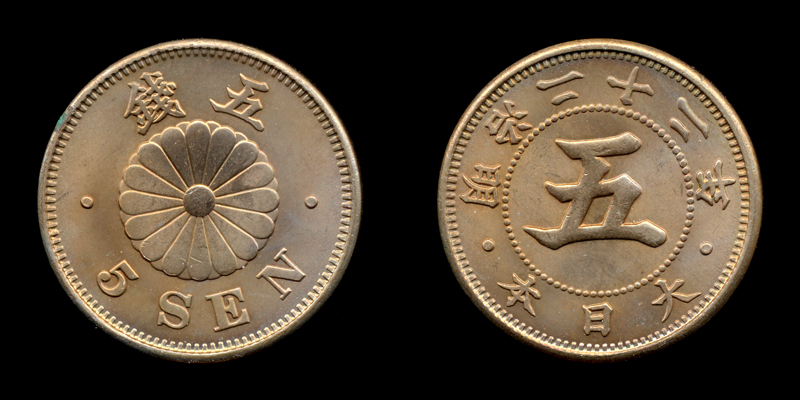
5銭白銅貨幣（菊）

品位 銅750 ニッケル250、量目4.665グラム（72ゲレイン）、直径20.606ミリ
図柄 〈表面〉菊花紋章
年銘：明治22年〜30年(1889〜1897年)
（製造期間：明治22年5月〜30年3月）
製造枚数　  130,803,400枚
供試貨幣　  6,629枚
試験貨幣　  21,923枚
発行枚数　  130,776,976枚
- 供試貨幣のうち2,128枚を発行。

## 明治30年制定の白銅貨・31年改正の青銅貨

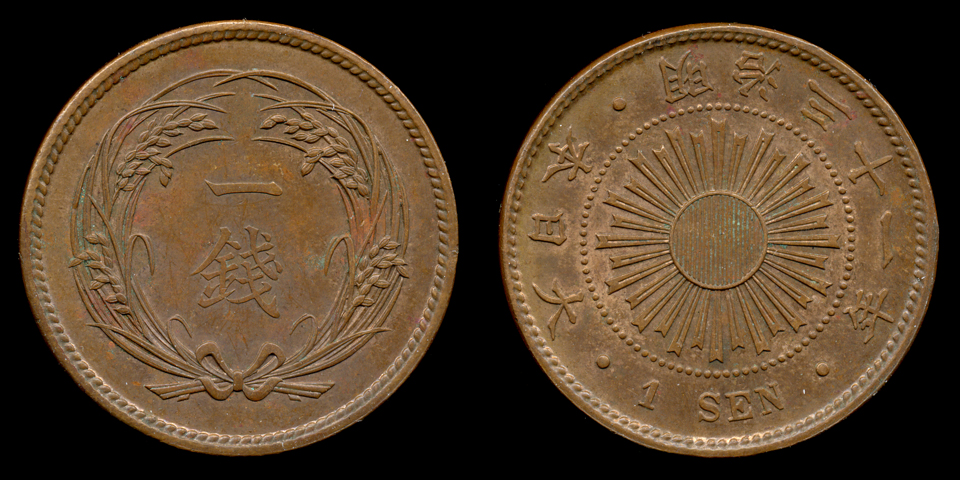
1銭青銅貨幣（稲）

貨幣法により制定。量目および直径は尺貫法準拠となった。
以下の補助貨幣は「小額通貨の整理及び支払金の端数計算に関する法律」により昭和28年（1953年）末限りで廃止された。

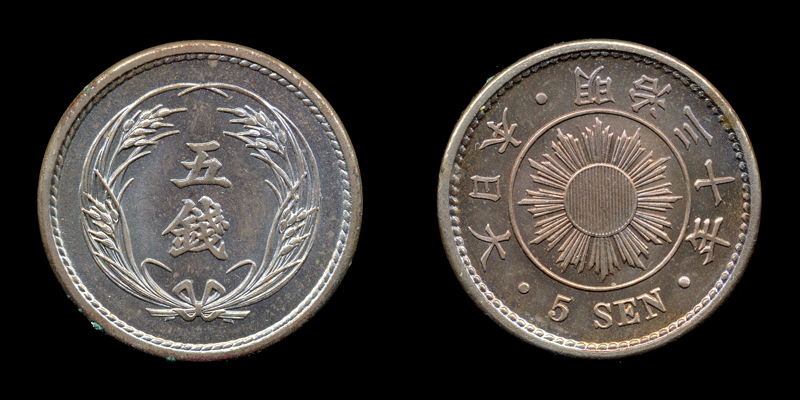
5銭白銅貨幣（稲）

品位 銅750 ニッケル250、量目4.665グラム（1.2441匁）、直径20.606ミリ
図柄 〈表面〉稲穂 〈裏面〉日章
年銘：明治30年〜38年(1898〜1905年)
（製造期間：明治30年4月〜38年11月）
製造枚数　  53,008,020枚
供試貨幣　  5,217枚
試験貨幣　  2,803枚
発行枚数　  53,000,000枚
1銭青銅貨幣（稲）

品位 銅950 錫40 亜鉛10、量目7.128グラム（1.9008匁）、直径27.878ミリ
図柄 〈表面〉稲穂 〈裏面〉日章
年銘：明治31年〜大正4年(1897〜1905年)
（製造期間：明治31年11月〜大正4年12月）
製造枚数　  64,510,100枚
供試貨幣　  6,469枚
試験貨幣　  3,631枚
発行枚数　  64,500,000枚

## 大正5、9年制定および改正の白銅貨・青銅貨

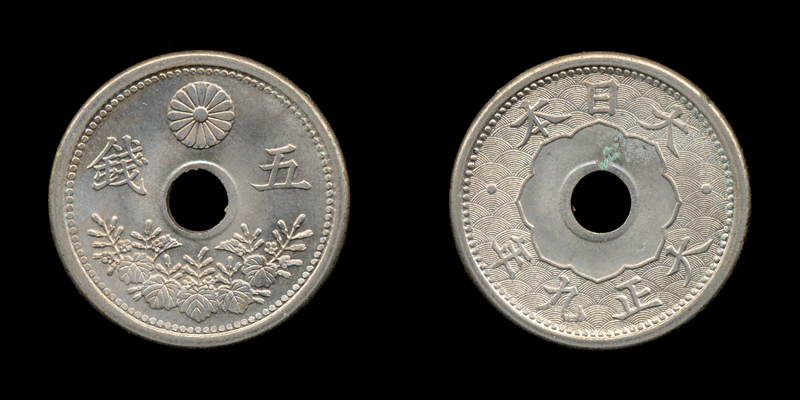
5銭白銅貨幣（小型）

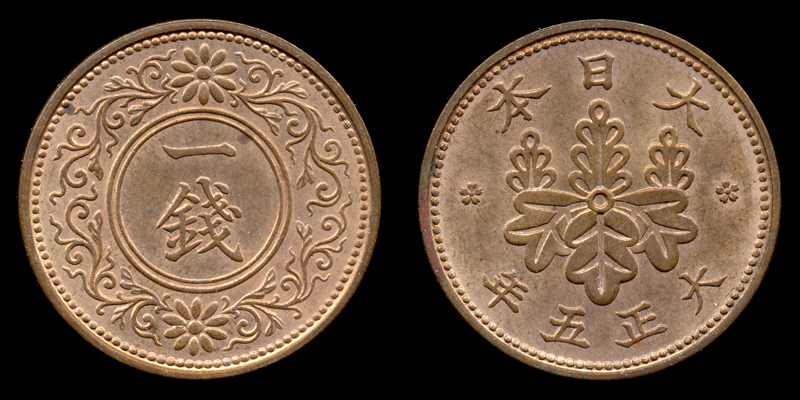
1銭青銅貨幣（桐）

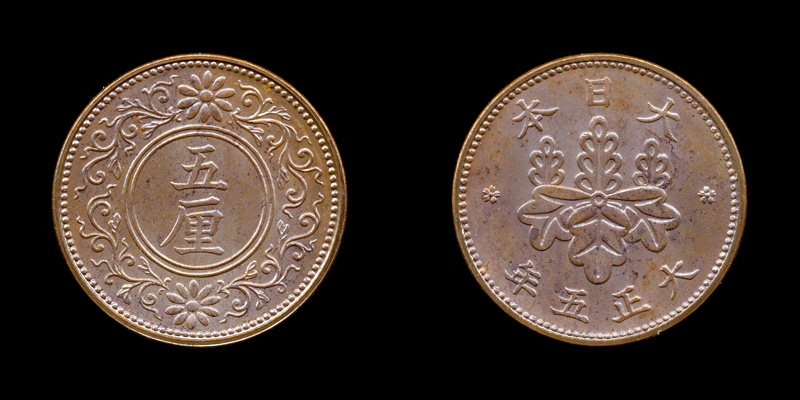
5厘青銅貨幣（桐）

以下の補助貨幣は「小額通貨の整理及び支払金の端数計算に関する法律」により昭和28年（1953年）末限りで廃止された。

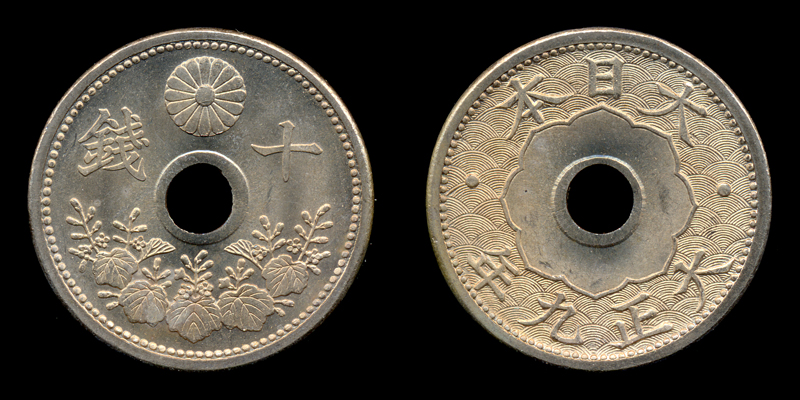
10銭白銅貨幣

品位 銅750 ニッケル250、量目3.750グラム（1.00匁）、直径22.121ミリ、孔径4.50ミリ 穴あき
図柄 〈表面〉菊花紋章、桐 〈裏面〉八稜鏡、青海波
年銘：大正9年〜昭和7年(1920〜1932年)
（製造期間：大正9年9月〜昭和7年7月）
製造枚数　  667,528,759枚
供試貨幣　  33,043枚
発行枚数　  660,500,000枚
- 供試貨幣のうち4,284枚を発行。
- 昭和7年発行予定枚数の内7,000,000枚は発行されず満州国へ貨幣材料として回送。

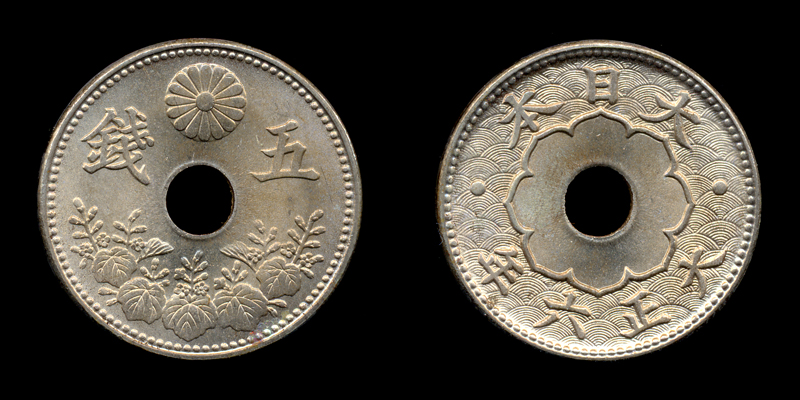
5銭白銅貨幣（大型）

品位 銅750 ニッケル250、量目4.275グラム（1.14匁）、直径20.606ミリ、孔径4.20ミリ 穴あき
図柄 〈表面〉菊花紋章、桐 〈裏面〉八稜鏡、青海波
年銘：大正6年〜9年(1917〜1920年)
（製造期間：大正6年2月〜9年7月）
製造枚数　  108,806,028枚
供試貨幣　  5,712枚
試験貨幣　  316枚
発行枚数　  108,800,000枚
5銭白銅貨幣（小型）

品位 銅750 ニッケル250、量目2.625グラム（0.70匁）、直径19.091ミリ、孔径3.90ミリ 穴あき
図柄 〈表面〉菊花紋章、桐 〈裏面〉八稜鏡、青海波
年銘：大正9年〜昭和7年(1920〜1932年)
（製造期間：大正9年8月〜昭和7年8月）
製造枚数　  432,021,717枚
供試貨幣　  21,717枚
発行枚数　  432,000,000枚
1銭青銅貨幣（桐）

品位 銅950 錫40 亜鉛10、量目3.750グラム（1.00匁）、直径23.030ミリ
図柄 〈表面〉菊、唐草 〈裏面〉桐、桜
年銘：大正5年〜昭和13年(1916〜1938年)
（製造期間：大正5年5月〜昭和13年5月）
製造枚数　  2,185,609,737枚
供試貨幣　  109,443枚
試験貨幣　  1,580枚
発行枚数　  2,185,500,000枚
- 供試貨幣のうち1,286枚を発行。

5厘青銅貨幣（桐）

品位 銅950 錫40 亜鉛10、量目2.100グラム（0.56匁）、直径18.787ミリ
図柄 〈表面〉菊、唐草 〈裏面〉桐、桜
年銘：大正5年〜8年(1916〜1919年)
（製造期間：大正5年6月〜8年4月）
製造枚数　  42,082,797枚
供試貨幣　  2,261枚
試験貨幣　  536枚
発行枚数　  42,080,000枚

## 昭和8年制定のニッケル貨

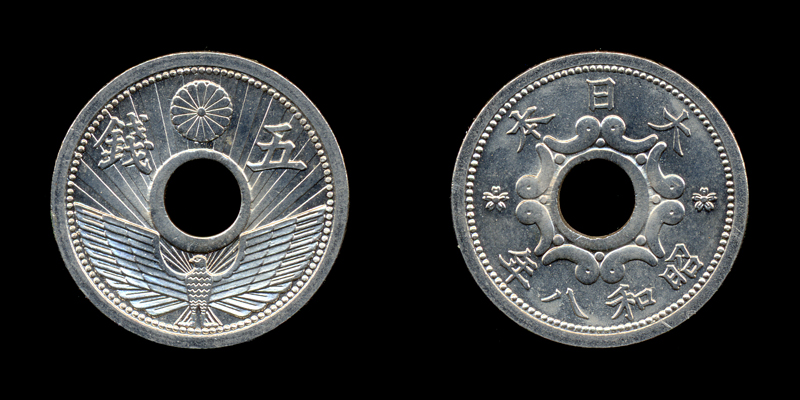
5銭ニッケル貨幣

量目および直径はメートル法準拠となった。以下の補助貨幣は「小額通貨の整理及び支払金の端数計算に関する法律」により昭和28年（1953年）末限りで廃止された。

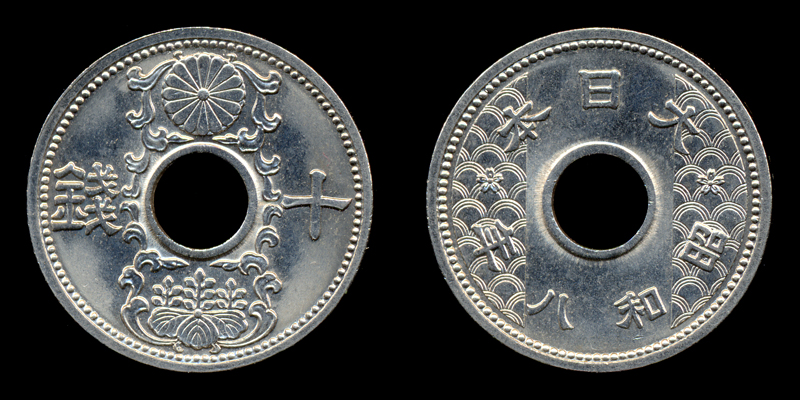
10銭ニッケル貨幣

品位 ニッケル1,000、量目4.000グラム、直径22.00ミリ、孔径6.00ミリ 穴あき
図柄 〈表面〉菊花紋章、桐 〈裏面〉青海波、桜
年銘：昭和8〜12年(1933〜1937年)
（製造期間：昭和8年9月〜12年12月）
製造枚数　  205,010,074枚
供試貨幣　  10,074枚
発行枚数　  205,000,000枚
5銭ニッケル貨幣

品位 ニッケル1,000、量目2.800グラム、直径19.00ミリ、孔径5.00ミリ 穴あき
図柄 〈表面〉菊花紋章、旭光、金鵄 〈裏面〉勾玉、桜
年銘：昭和8〜13年(1933〜1938年)
（製造期間：昭和8年9月〜13年1月）
製造枚数　  154,407,644枚
供試貨幣　  7,644枚
発行枚数　  154,400,000枚
- 昭和13年銘は発行されたものの、軍需用材料とするため日本銀行から引き揚げられ未流通、数枚が現存するのみ。

## 臨時補助貨幣
昭和13年（1938年）の臨時通貨法（昭和13年法律第86号）制定以降発行された補助貨幣は全て同法を根拠とした臨時補助貨幣であった。
以下の臨時補助貨幣のうち銭単位のものおよび1円黄銅貨は「小額通貨の整理及び支払金の端数計算に関する法律」により昭和28年（1953年）末限りで廃止された。10円洋銀貨は発行されず通貨として有効で無かった。1円黄銅貨および10円洋銀貨を除く円単位の臨時補助貨幣は、通貨の単位及び貨幣の発行等に関する法律により、この法律の下で発行された「貨幣」と見做され現在通用力を有する。
- 昭和13年（1938年）には10銭、5銭、および1銭の臨時補助貨幣が制定された。
- 昭和21年（1946年）には50銭の臨時補助貨幣が追加された。
- 昭和23年（1948年）には5円、および1円の臨時補助貨幣が追加された。
- 昭和25年（1950年）には10円の臨時補助貨幣が追加された。ただし、10円洋銀貨は発行されず、昭和26年（1951年）から青銅貨が製造された。
- 昭和30年（1955年）には50円の臨時補助貨幣が追加された。
- 昭和32年（1957年）には100円の臨時補助貨幣が追加された。
- 昭和39年（1964年）には「オリンピック東京大会記念のための千円の臨時補助貨幣の発行に関する法律」（昭和39年法律第62号）により1000円の臨時補助貨幣が発行された。
- 昭和56年（1981年）には500円の臨時補助貨幣が追加された。製造・発行は翌昭和57年（1982年）から。
- 昭和61年（1986年）には「天皇陛下御在位六十年記念のための十万円及び一万円の臨時補助貨幣の発行に関する法律」（昭和61年法律第38号）により100000円、および10000円の臨時補助貨幣が発行された。

昭和63年（1988年）3月末を以て貨幣法及び臨時通貨法は廃止され、日本の補助貨幣の歴史は幕を閉じた。

## 年銘別発行枚数
本表は、補助銅貨、白銅貨、青銅貨およびニッケル貨の年銘別発行枚数を示したものである 。しかし、貨幣面の年号の発行枚数と暦年上の発行枚数は一致しているとは限らない。明治30年（1897年）頃までは貨幣の年号による発行枚数の記録が行われなかったためである。銅貨は明治6年銘から存在するが、1銭を除いて製造が開始されたのは明治7年（1874年）である。また明治11年（1878年）および12年（1879年）は明治10年銘の極印を用いて製造が続けられた。
金貨および銀貨と同様に、2銭、1銭、半銭、および1厘銅貨にはいずれも明治25年銘が存在するが、これは流通用に発行された貨幣ではなく、シカゴ万国博覧会出品用に各2枚ずつ製造されたもので現在造幣博物館に展示されている。
| 銅貨     | 銅貨        | 銅貨        | 銅貨        | 銅貨       |
| 年号     | 二銭銅貨幣  | 一銭銅貨幣  | 半銭銅貨幣  | 一厘銅貨幣 |
| -------- | ----------- | ----------- | ----------- | ---------- |
| 明治6年  |             | 1,301,486   |             |            |
| 明治7年  | 3,949,758   | 25,564,953  | 16,804,440  | 6,979,260  |
| 明治8年  | 22,835,255  | 32,832,038  | 17,037,928  | 3,718,840  |
| 明治9年  | 25,817,570  | 38,048,906  | 24,292,478  |            |
| 明治10年 | 33,097,868  | 30,519,429  | 29,728,520  | 23,000     |
| 明治11年 | 25,650,419  | 30,222,360  | 18,170,870  |            |
| 明治12年 | 17,639,979  | 37,300,035  | 29,963,706  |            |
| 明治13年 | 33,142,307  | 33,947,810  | 14,090,894  | 810        |
| 明治14年 | 38,475,569  | 16,123,612  | 17,929,026  |            |
| 明治15年 | 43,527,187  | 19,150,666  | 26,458,976  | 3,632,360  |
| 明治16年 | 19,476,164  | 47,613,017  | 38,202,062  | 14,128,150 |
| 明治17年 | 12,090,586  | 53,702,768  | 38,480,248  | 16,009,130 |
| 明治18年 |             | 46,846,352  | 31,166,240  |            |
| 明治19年 |             | 26,886,198  | 31,831,224  |            |
| 明治20年 |             | 22,249,580  | 35,651,654  |            |
| 明治21年 |             | 25,864,939  | 25,744,686  |            |
| 合計     | 275,702,662 | 488,174,149 | 395,552,952 | 44,491,550 |

| 白銅貨（菊） | 白銅貨（菊） |
| 年号         | 五銭白銅貨幣 |
| ------------ | ------------ |
| 明治22年     | 28,841,944   |
| 明治23年     | 39,258,103   |
| 明治24年     | 15,924,782   |
| 明治25年     | 9,510,289    |
| 明治26年     | 8,531,858    |
| 明治27年     | 14,680,000   |
| 明治28年     | 1,030,000    |
| 明治29年     | 5,119,988    |
| 明治30年     | 7,880,012    |
| 合計         | 130,776,976  |

| 白銅貨・青銅貨（稲） | 白銅貨・青銅貨（稲） | 白銅貨・青銅貨（稲） |
| 年号                 | 五銭白銅貨幣         | 一銭青銅貨幣         |
| -------------------- | -------------------- | -------------------- |
| 明治30年             | 4,144,677            |                      |
| 明治31年             | 18,197,271           | 3,649,448            |
| 明治32年             | 10,658,052           | 9,764,028            |
| 明治33年             | 2,426,632            | 3,086,524            |
| 明治34年             | 7,124,824            | 5,555,155            |
| 明治35年             | 2,448,544            | 4,444,845            |
| 明治36年             | 372,000              |                      |
| 明治37年             | 1,628,000            |                      |
| 明治38年             | 6,000,000            |                      |
| 明治39年             |                      |                      |
| 明治40年             |                      |                      |
| 明治41年             |                      |                      |
| 明治42年             |                      |                      |
| 明治43年             |                      |                      |
| 明治44年             |                      |                      |
| 明治45年             |                      |                      |
| 大正元年             |                      |                      |
| 大正2年              |                      | 15,000,000           |
| 大正3年              |                      | 10,000,000           |
| 大正4年              |                      | 13,000,000           |
| 合計                 | 53,000,000           | 64,500,000           |

| 白銅貨・青銅貨（桐） | 白銅貨・青銅貨（桐） | 白銅貨・青銅貨（桐） | 白銅貨・青銅貨（桐） | 白銅貨・青銅貨（桐） | 白銅貨・青銅貨（桐） |
| 年号                 | 十銭白銅貨幣         | 五銭白銅貨幣（大型） | 五銭白銅貨幣         | 一銭青銅貨幣         | 五厘青銅貨幣         |
| -------------------- | -------------------- | -------------------- | -------------------- | -------------------- | -------------------- |
| 大正5年              |                      |                      |                      | 19,193,946           | 8,000,000            |
| 大正6年              |                      | 6,781,830            |                      | 27,183,078           | 5,287,584            |
| 大正7年              |                      | 9,131,211            |                      | 121,794,756          | 11,661,877           |
| 大正8年              |                      | 44,980,633           |                      | 209,959,359          | 17,130,539           |
| 大正9年              | 30,386,990           | 47,906,326           | 52,549,211           | 281,829,256          |                      |
| 大正10年             | 68,716,815           |                      | 127,499,120          | 250,924,715          |                      |
| 大正11年             | 161,093,766          |                      | 163,951,669          | 262,032,666          |                      |
| 大正12年             | 181,691,351          |                      | 80,000,000           | 147,899,058          |                      |
| 大正13年             |                      |                      |                      | 101,183,166          |                      |
| 大正14年             | 56,008,078           |                      |                      |                      |                      |
| 大正15年             | 57,105,449           |                      |                      |                      |                      |
| 昭和2年              | 37,499,386           |                      |                      | 26,501,286           |                      |
| 昭和3年              | 39,998,165           |                      |                      |                      |                      |
| 昭和4年              | 10,000,000           |                      |                      | 2,998,714            |                      |
| 昭和5年              |                      |                      |                      | 5,000,000            |                      |
| 昭和6年              | 1,850,000            |                      |                      | 25,000,000           |                      |
| 昭和7年              | 16,150,000           |                      | 8,000,000            | 35,065,000           |                      |
| 昭和8年              |                      |                      |                      | 38,935,000           |                      |
| 昭和9年              |                      |                      |                      | 100,000,000          |                      |
| 昭和10年             |                      |                      |                      | 200,000,000          |                      |
| 昭和11年             |                      |                      |                      | 109,165,000          |                      |
| 昭和12年             |                      |                      |                      | 133,190,000          |                      |
| 昭和13年             |                      |                      |                      | 87,645,000           |                      |
| 合計                 | 660,500,000          | 108,800,000          | 432,000,000          | 2,185,500,000        | 42,080,000           |

| ニッケル貨 | ニッケル貨       | ニッケル貨       |
| 年号       | 十銭ニッケル貨幣 | 五銭ニッケル貨幣 |
| ---------- | ---------------- | ---------------- |
| 昭和8年    | 14,570,008       | 16,150,008       |
| 昭和9年    | 37,349,992       | 33,849,992       |
| 昭和10年   | 35,585,000       | 13,680,000       |
| 昭和11年   | 77,495,000       | 36,320,000       |
| 昭和12年   | 40,000,000       | 44,400,000       |
| 昭和13年   |                  | 10,000,000       |
| 合計       | 205,000,000      | 154,400,000      |